# Lynn Denlon
Dr. Lynn Denlon es uno de los personajes principales de la saga de películas de terror Saw creada por James Wan y Leigh Whannell. Tiene su primera aparición en la tercera película de la saga, Saw III, y constituye uno de los personajes principales del filme, al ser elegida por John Kramer para realizarle su cirugía cerebral, aparte de ser pieza fundamental del juego que realizan Jeff y Amanda, los sujetos de prueba de John.

## Perfil
Lynn Denlon es una doctora profesional en estado de depresión, engaña a su esposo con otro sujeto y su actitud afecta incluso a sus propios pacientes. Jigsaw se entera de su estado y manda a Amanda Young, su aprendiz, a atraparla. Lynn viene de una emergencia y acaba de tomar antidepresivos, entonces, Amanda la toma por sorpresa disfrazada con su clásica capucha y la máscara de cerdo, entonces la duerme. 
Lynn se despierta en una habitación llena de artefactos de tortura, Amanda aparece en la habitación con una bola y la lleva a otra habitación más pequeña donde está Jigsaw en camilla, en estado muy grave. Jigsaw le explica que su misión es mantenerlo con vida hasta que el otro sujeto de pruebas (que Amanda controla con los monitores) complete sus retos. Lynn le informa a Jigsaw que su estado es muy grave y que no le queda mucho tiempo, ante los gritos de furia de Amanda, que le pone un artefacto en el cuello, un poco parecido al que Jigsaw le había puesto a ella misma cuando aún no era su aprendiz, y le informa a Lynn que el aparato está conectado al electrocardiógrafo de Jigsaw y que, cuando su corazón deje de latir y, por lo tanto, el electrocardiógrafo deje de registrar latidos, el aparato disparará una decena de balas al rostro de Lynn, matándola a ella también. Lynn es obligada a hacerle una operación craneal a Jigsaw, durante la cual, el maniático asesino recuerda a su exnovia Jill y la confunde con la doctora, diciéndole "Te amo". Amanda se pone celosa y sale de la habitación para ver el estado del sujeto de pruebas.
Luego de conversar con ella sobre el matrimonio y de cómo los esposos descuidan a sus hijos y se son infieles entre sí, Amanda aparece informando que el sujeto de pruebas ha terminado toda sus pruebas, pero aún no ha llegado a donde están ellos, y por lo tanto, Lynn debe morir. Jigsaw discute con ella, diciéndole que debe respetar las reglas, pero Amanda se enfurece y le cuenta lo que le ha hecho a Eric Matthews y admite que es una asesina. 
Finalmente, Lynn recibe un disparo en el estómago de parte de Amanda, justo cuando el sujeto de pruebas llega al lugar, y descubrimos que no es otro que el mismo Jeff Reinhart, el esposo de Lynn. Jeff mata a Amanda y a Jigsaw, aunque tuvo la posibilidad de perdonarlo, le corta la garganta. Pero antes de desangrarse del todo, Jigsaw le deja una cinta a Jeff en la que le informa que él tiene oculta a su hija en algún lugar y que para encontrarla deberá jugar otro de sus juegos. Cuando el corazón de Jigsaw deja de latir, el artefacto en el cuello de Lynn dispara las balas y desfigura el rostro de la Dra. Denlon, haciendo volar sus sesos por toda la habitación, dejando a Jeff sólo. Lynn muere.
En Saw VI vemos como Hoffman lee la 
carta dirigida a Amanda en la cual le dice:
Amanda: 
Tu estabas con Cecil la noche en que Jill perdió a Gideon. Mataste a su hijo. Tu lo sabes, yo lo se. Así que haz exactamente lo que te digo: mata a Lynn Denlon o le dire a John lo que hiciste.
Amanda decide asesinar a Lynn con la pistola como parte de su juego (ya que John la probaba a ella y no a Lynn) como uno de los últimos pedidos de John.
En Saw 3D vemos como el Dr. Gordon le muestra a John una foto de Lynn, diciendo "La esposa de Jeff, la doctora Lynn, ella será perfecta". Sabiendo así que Gordon la recomendo para la operación cerebral de John.
Denlon nació en México dentro de una familia judía, sin embargo, se mudó a Estados Unidos con sus padres cuándo era una bebé. Creció en Nueva Jersey y trabajó en el hospital Angel of Mercy como médico cirujano antes de ser secuestrada por Amanda Young. Llegó a conocer al Dr. Lawrence Gordon.

## Actriz
Bahar Soomekh es la encargada de darle vida a la Dra. Denlon en la tercera, cuarta y sexta películas de la saga.

## Doblaje
- Ana Pallejá dobla a Lynn en Saw III y Saw IV.

- Jessica Toledo dobla a Lynn en Saw III.

- Datos: Q5985170